# Habo (comune)
Habo è un comune svedese di 10 723 abitanti, situato nella contea di Jönköping. Il suo capoluogo è la cittadina omonima.

## Località
Nel territorio comunale sono comprese le seguenti aree urbane (tätort):
| # | Località  | Popolazione |
| - | --------- | ----------- |
| 1 | Habo      | 6.244       |
| 2 | Furusjö   | 344         |
| 3 | Fagerhult | 317         |